# Бакулев, Сергей Евгеньевич
Серге́й Евге́ньевич Ба́кулев (род. 3 марта 1956, д. Бакули Слободского района Кировской области) — российский педагог, специалист в области бокса и других контактных единоборств, спортивный функционер. Заслуженный работник физической культуры России, заслуженный тренер России, доктор педагогических наук. С 2016 по 2021 год — ректор НГУ имени П. Ф. Лесгафта.

## Биография
Сергей Бакулев родился 3 марта 1956 года в д. Бакули Слободского района Кировской области. Как спортсмен не добился больших успехов, выступал на зональных соревнованиях, на первенствах спортивных обществ, выполнил норматив мастера спорта СССР.
В 1977 году окончил Государственный дважды орденоносный институт физической культуры имени П. Ф. Лесгафта (ныне Национальный государственный университет физической культуры, спорта и здоровья имени П. Ф. Лесгафта) и перешёл на тренерскую работу. Признан заслуженным тренером и заслуженным работником физической культуры Российской Федерации. В 1998 году защитил кандидатскую диссертацию на тему «Спортивное прогнозирование в педагогической деятельности тренера: (на материалах бокса)», затем в течение нескольких лет был заведующим кафедрой теории и методики бокса НГУ имени П. Ф. Лесгафта.
С 2016 по 2021 год занимал должность ректора Университета. Читает лекционный курс о подготовке спортсменов в боксе, кикбоксинге, тхэквондо, участвует в межвузовых конференциях, является автором более 120 учебно-методических и научных работ, используемых в педагогической практике. Доктор педагогических наук.
Помимо преподавания, активно занимается общественной деятельностью, в частности занимал пост вице-президента федерации бокса Санкт-Петербурга, ныне возглавляет федерацию женского бокса Санкт-Петербурга. Принимает участие в боксёрских матчах в качестве судьи республиканской категории, также является судьёй международной категории по французскому боксу «сават». Баллотировался в депутаты Законодательного Собрания Санкт-Петербурга пятого созыва.
Награждён медалями «В память 300-летия Санкт-Петербурга», «100 лет профсоюзам России», «Почётный лесгафтовец», «За заслуги в развитии Олимпийского движения в России».